# La leyenda de Korra (cómics)
La serie de cómics La leyenda de Korra es una continuación de la serie animada del mismo nombre de Nickelodeon, creada por Michael Dante DiMartino y Bryan Konietzko. Cronológicamente, las historias de las trilogías de novelas gráficas se ambientan inmediatamente después de los eventos ocurridos en el último episodio de la serie, «El último en pie» y titulado «The Last Stand» en su idioma original.

## Historias cortas
Los cómics cortos de La Leyenda de Korra fueron publicados en el Día del Cómic Gratis de Dark Horse Comics en 2016 y 2018.
| Título             | Fecha             | Historia                | Dibujante(s)     | Colorista(s) | Edición FCBD                                                        |
| ------------------ | ----------------- | ----------------------- | ---------------- | ------------ | ------------------------------------------------------------------- |
| «Friends for Life» | 7 de mayo de 2016 | Michael Dante DiMartino | Heather Campbell | Vivian Ng    | The Legend of Korra / How to Train Your Dragon / Plants vs. Zombies |
| «Lost Pets»        | 5 de mayo de 2018 | Michael Dante DiMartino | Jayd Aït-Kaci    | Vivian Ng    | The Legend of Korra & Nintendo ARMS                                 |

## Trilogías de noveles gráficas
La serie de trilogías de novelas gráficas publicadas por Dark Horse Comics sirve como continuación oficial y directa de la serie animada La leyenda de Korra, que continúa las aventuras de Korra y sus amigos después de los eventos ocurridos en el último episodio «El último en pie» de la serie animada. Concretamente, las historias de estas trilogías se centran en los acontecimientos que sucedieron inmediatamente después de que Korra y Asami cruzaran juntas el portal de los espíritus.
| Título                                   | Fecha                   | Historia                                  | Guion                   | Dibujante                                   | Colorista(s) | Portada                          | Ref.  |
| ---------------------------------------- | ----------------------- | ----------------------------------------- | ----------------------- | ------------------------------------------- | ------------ | -------------------------------- | ----- |
| Turf Wars                                | 26 de julio de 2017     | Michael Dante DiMartino y Bryan Konietzko | Michael Dante DiMartino | Irene Koh                                   | Vivian Ng    | Heather Campbellwith y Jane Bak  | [ 3 ] |
| Turf Wars                                | 17 de enero de 2018     | Michael Dante DiMartino y Bryan Konietzko | Michael Dante DiMartino | Irene Koh (diseños por Koh y Paul Reinwand) | Vivian Ng    | Heather Campbellwith y Vivian Ng | [ 4 ] |
| Turf Wars                                | 22 de agosto de 2018    | Michael Dante DiMartino y Bryan Konietzko | Michael Dante DiMartino | Irene Koh                                   | Vivian Ng    | Heather Campbellwith y Vivian Ng | [ 5 ] |
| La Leyenda de Korra: Ruins of the Empire | 21 de mayo de 2019      | Michael Dante DiMartino y Bryan Konietzko | Michael Dante DiMartino | Michelle Wong                               | Vivian Ng    | Michelle Wong y Vivian Ng        | [ 6 ] |
| La Leyenda de Korra: Ruins of the Empire | 12 de noviembre de 2019 | Michael Dante DiMartino y Bryan Konietzko | Michael Dante DiMartino | Michelle Wong                               | Vivian Ng    | Michelle Wong y Vivian Ng        | [ 7 ] |
| La Leyenda de Korra: Ruins of the Empire | 25 de febrero de 2020   | Michael Dante DiMartino y Bryan Konietzko | Michael Dante DiMartino | Michelle Wong                               | Vivian Ng    | Michelle Wong y Vivian Ng        | [ 8 ] |

## Ediciones de lujo
El material de las novelas gráficas está recopilado en una edición de tapa dura con notas de los creadores y una sección de bocetos.
| Volumen | Título              | Fecha                    | Colección                 | ISBN          | Referencia |
| ------- | ------------------- | ------------------------ | ------------------------- | ------------- | ---------- |
| 1       | Turf Wars           | 26 de marzo de 2019      | - Turf Wars 1-3           | 9781506702025 | [ 9 ]      |
| 2       | Ruins of the Empire | 22 de septiembre de 2020 | - Ruins of the Empire 1-3 | 9781506708935 |            |